# Göksu
Göksu (gr. Kalykadnos, łac. Calycadnus), Salef – rzeka w południowej Turcji o długości 241 km. 
Wypływa z Taurusu Kilikijskiego, a uchodzi do Morza Śródziemnego.
W 1190 r. podczas kąpieli utonął w niej cesarz Fryderyk I Barbarossa, przywódca III wyprawy krzyżowej.